# Yevgueni Misharin
Yevgueni Misharin (en ruso: Евгений Станиславович Мишарин; Tiumén, URSS, 13 de febrero de 1990) es un futbolista ruso, jugador de fútbol sala. Juega como defensor del Dina Moscú. Es un exjugador de la Selección Rusa de fútbol sala.

## Biografía
Misharin salió de la escuela de Tiumén de fútbol sala. Debutó en el equipo principal de Tiumén en la temporada 2008/09. Durante unos años Evgeniy jugaba en los dobles de Tiumén, y en el Tobol-Tiumén-2, siendo invitado al equipo principal más y más. La temporada siguiente Misharin empezó como un jugador del equipo principal del Tiumén. La temporada 2011/12 pasó en el KPRF como un jugador alquilado. Antes del inicio de la temporada 2012/13 fue invitado al Dina Moscú. En aquellos tiempos Beto era el entrenador principal del Dina. Evgeniy conoció a Beto al trabajar juntos en Tiumén. Misharin jugó en la Selección juvenil nacional varias veces. Llamó la atención de los entrenadores de la Selección Rusa de fútbol sala. Participó en dos partidos en el equipo principal de la Selección nacional.

## Clubes
| Club       | País  | Año       |
| ---------- | ----- | --------- |
| Tiumén     | Rusia | 2008-2012 |
| KPRF       | Rusia | 2011-2012 |
| Dina Moscú | Rusia | 2012-     |

## Palmarés
•	Campeón de Rusia de fútbol sala (1): 2014
•	Plata en el Campeonato Nacional de fútbol sala 2010